# Glockenspiel Höxter
Das Glockenspiel im historischen Rathaus Höxter ist ein denkmalgeschütztes Glockenspiel in der ostwestfälischen Stadt Höxter in Deutschland.

## Aufbau und Funktion

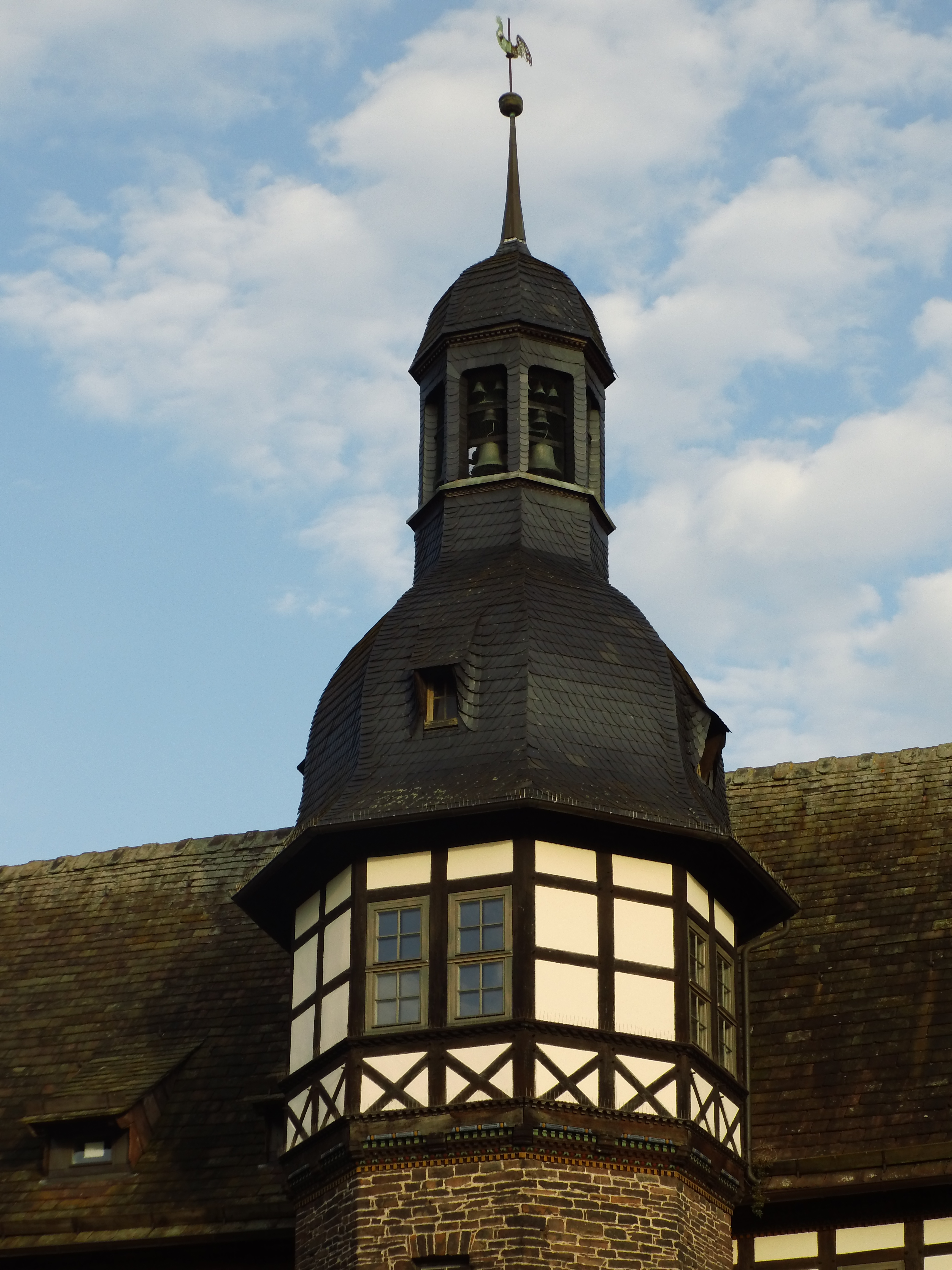
Treppenturm des Rathauses Höxter mit dem Glockenspiel in der Laterne

Das Glockenspiel im historischen Rathaus Höxter besteht aus 35 Glocken, die in der Turmlaterne des Treppenturmes des Rathauses in einem Stahlrahmen aufgehängt sind. Der Spieltisch befindet sich in der letzten Etage des Turmaufganges. Die Glocken werden durch elektromagnetisch betriebene Hämmer betätigt. Die Elektromagneten werden vom Spieltisch aus über eine Kabelverbindung angesteuert. Das ist auch der Unterschied zu einem klassischen Carillon, das zwingend eine mechanische Verbindung mittels Zugdrähten vom Spieltisch zu den Klöppeln und Schlaghämmern der Glocken voraussetzt.

## Geschichte
Die Idee, ein Glockenspiel zu installieren, stammt von Oberjustizinspektor Josef Michels, Beiratsmitglied der Hoffmann-von-Fallersleben-Gesellschaft. Er wollte das Glockenspiel aus Dankbarkeit für den Dichter August Heinrich Hoffmann von Fallersleben und um die Erinnerung an ihn lebendig zu halten. Er bat Höxteraner Bürger und Vereine, den Rat der Stadt, den Landschaftsverband Westfalen-Lippe sowie die Ministerien in Düsseldorf und Bonn um Mithilfe bei der Verwirklichung seines Planes. Nach dreijähriger intensiver Vorarbeit konnten die Anschaffungs- und Installationskosten von 34.000 DM aufgebracht und am 1. Mai 1959 das Glockenspiel eingeweiht werden. Es ist damit eines der ältesten fest eingebauten Glockenspiele in Deutschland.
Anfang des Jahres 2010 wurde es in die Denkmalliste der Stadt Höxter eingetragen und aus diesem Anlass im Februar 2010 von der LWL-Denkmalpflege, Landschafts- und Baukultur in Westfalen direkt als Denkmal des Monats in Westfalen-Lippe ausgezeichnet.

## Glocken
Die Bronzeglocken wurden von der Glocken- und Kunstgießerei Rincker in Sinn (Dillkreis) gegossen. Das Gesamtgewicht der Glocken beträgt 1.680 kg.
| Glocke | Ton  | Ø in mm | Gewicht in kg |
| ------ | ---- | ------- | ------------- |
| 1      | c2   | 804     | 284           |
| 2      | d2   | 710     | 195           |
| 3      | e2   | 633     | 138           |
| 4      | f2   | 600     | 117           |
| 5      | fis2 | 560     | 96            |
| 6      | g2   | 526     | 78            |
| 7      | gis2 | 495     | 65            |
| 8      | a2   | 495     | 73            |
| 9      | ais2 | 470     | 63            |
| 10     | h2   | 417     | 41            |
| 11     | c3   | 414     | 43            |
| 12     | cis3 | 393     | 36            |

| Glocke | Ton  | Ø in mm | Gewicht in kg |
| ------ | ---- | ------- | ------------- |
| 13     | d3   | 360     | 28            |
| 14     | dis3 | 338     | 23            |
| 15     | e3   | 320     | 29            |
| 16     | f3   | 300     | 16            |
| 17     | fis3 | 296     | 15            |
| 18     | g3   | 298     | 18            |
| 19     | gis3 | 265     | 11            |
| 20     | a3   | 260     | 11            |
| 21     | ais3 | 243     | 12            |
| 22     | h3   | 244     | 13            |
| 23     | c4   | 245     | 13            |
| 24     | cis4 | 233     | 13            |

| Glocke | Ton  | Ø in mm | Gewicht in kg |
| ------ | ---- | ------- | ------------- |
| 25     | d4   | 213     | 8             |
| 26     | dis4 | 202     | 8             |
| 27     | e4   | 205     | 9             |
| 28     | f4   | 190     | 6             |
| 29     | fis4 | 190     | 6             |
| 30     | g4   | 167     | 4             |
| 31     | gis4 | 168     | 5             |
| 32     | a4   | 167     | 5             |
| 33     | ais4 | 167     | 5             |
| 34     | h4   | 160     | 4             |
| 35     | c5   | 159     | 4             |

## Spieltisch

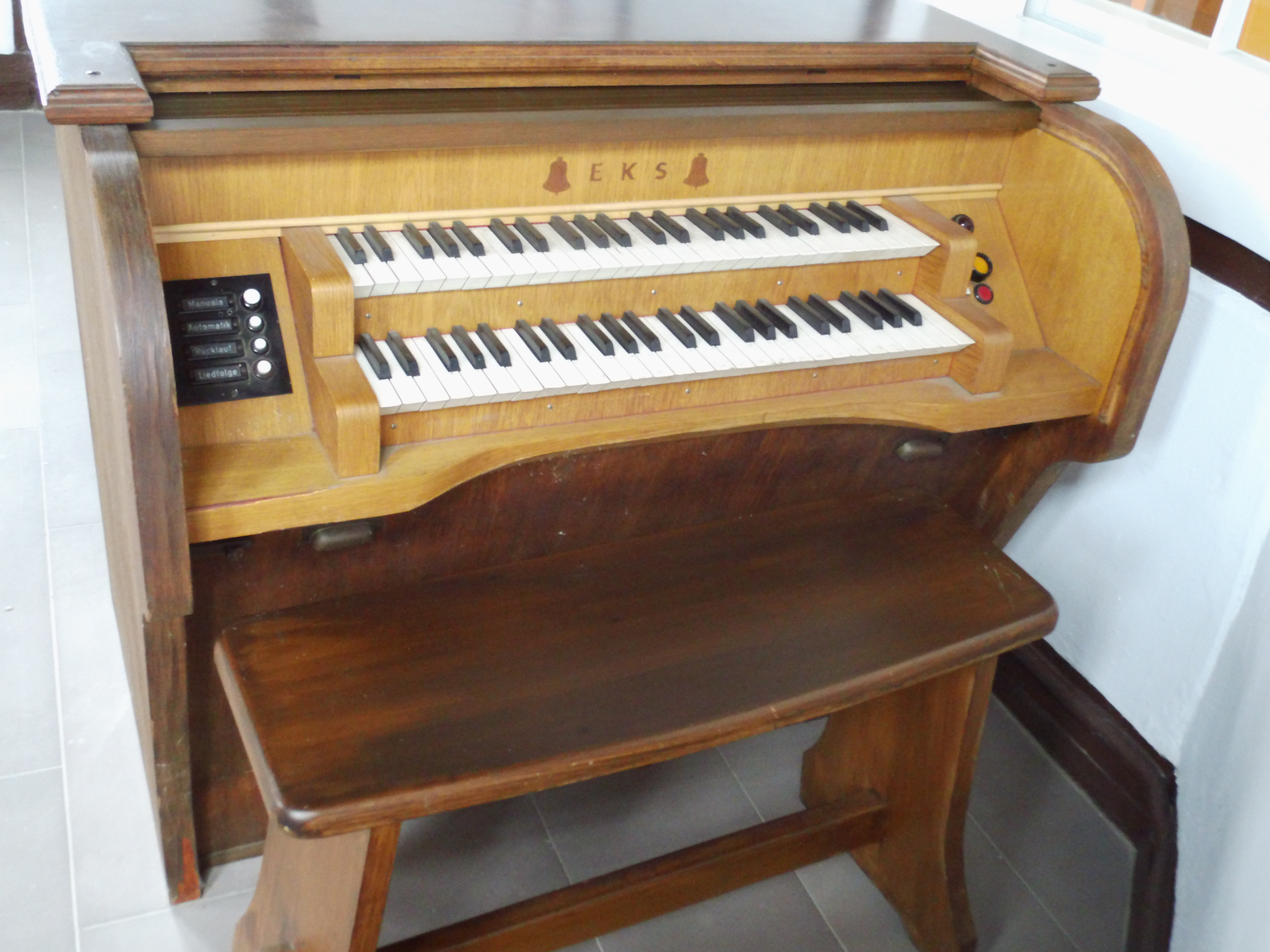
Spieltisch

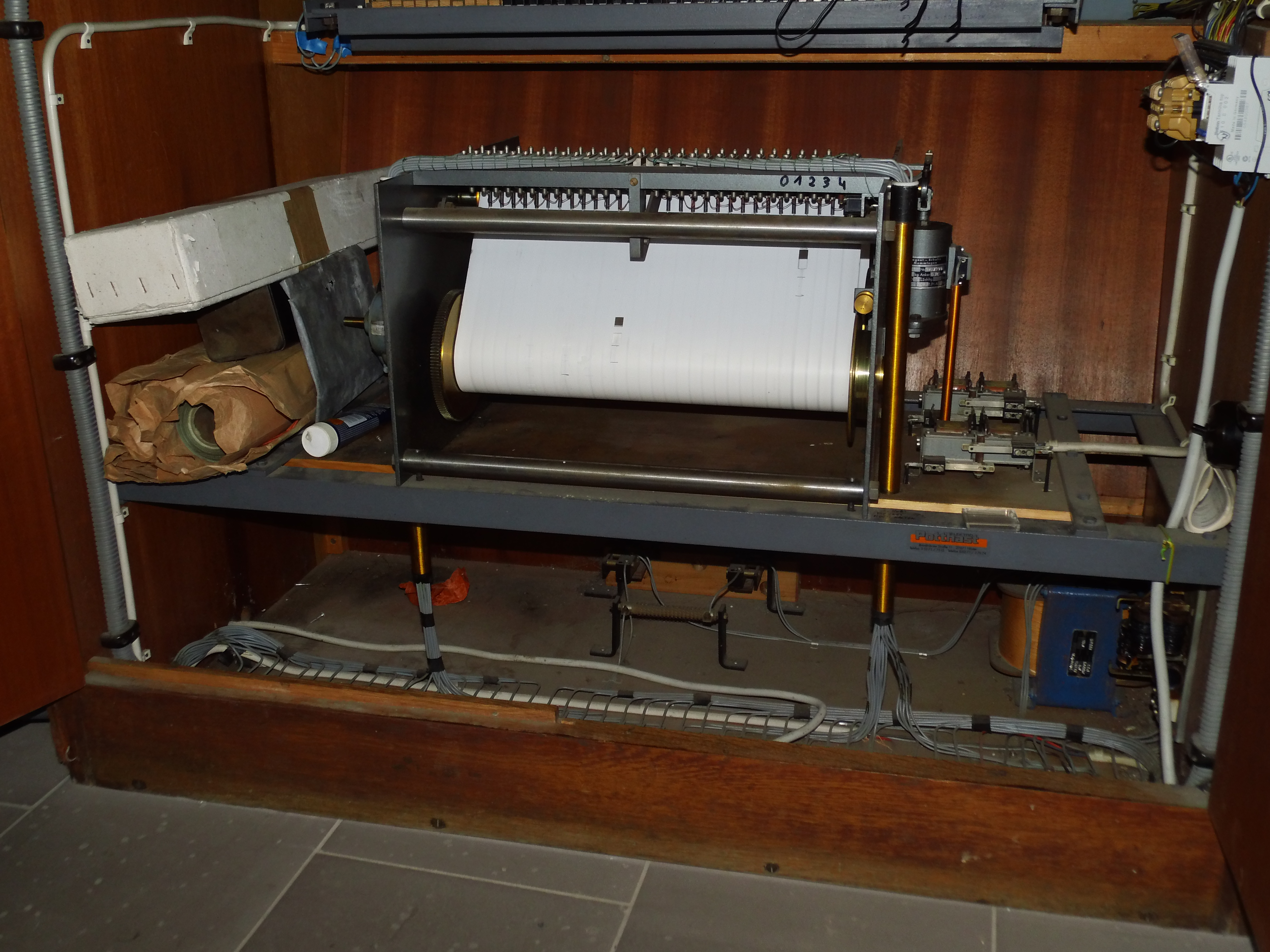
Spielmechanismus

Der Spieltisch und die Steuerung des Glockenspiels wurden von der Firma Eduard Korfhage & Söhne gebaut. Über zwei Manuale kann das Glockenspiel direkt von einem Spieler ausgeführt werden. Im Spieltisch befindet sich außerdem eine Mechanik, über die vorher auf einen Lochstreifen eingespielte Stücke automatisch abgespielt werden können.

## Spielplan
Über die Frage, welche Lieder in den Spielplan aufgenommen werden, gab es sehr unterschiedliche Vorstellungen. Es setzte sich im Wesentlichen die Hoffmann-von-Fallersleben-Gesellschaft durch, die auf die Lieder Hoffmanns bestand. Lediglich das Morgenspiel beginnt mit einem Choral und um 20.55 Uhr erklingt ein Abendlied. Eingespielt wurden die Lieder von Studiendirektor K. H. Behre, einem Musiklehrer am König-Wilhelm-Gymnasium in Höxter.
| Periode        | Uhrzeit | Titel                                 | Autor                                                       | Audiodatei |
| -------------- | ------- | ------------------------------------- | ----------------------------------------------------------- | ---------- |
| Sommerhalbjahr | 08.55   | Wie schön leuchtet der Morgenstern    | Philipp Nicolai (1597)                                      |            |
|                | 11.55   | Alle Vögel sind schon da              | Hoffmann v. Fallersleben                                    |            |
|                | 14.55   | Kuckuck, Kuckuck ruft’s aus dem Wald  | Hoffmann v. Fallersleben                                    |            |
|                | 17.55   | Ein Männlein steht im Walde           | Hoffmann v. Fallersleben                                    |            |
|                | 20.55   | Abend wird es wieder                  | Hoffmann v. Fallersleben                                    |            |
| Herbst         | 08.55   | Lob froh den Herrn                    | Geistliches Lied; T: Georg Geßner; M: Hans Georg Nägeli     |            |
|                | 11.55   | Freut euch des Lebens                 | Lied von J. M. Usteri (1793)                                |            |
|                | 14.55   | Üb’ immer Treu und Redlichkeit        | Melodie Ein Mädchen oder Weibchen (Mozart, Die Zauberflöte) |            |
|                | 17.55   | So scheiden wir                       | Hugo von Hofmannsthal                                       |            |
|                | 20.55   | Guten Abend gut Nacht                 | Volkslied; M: Johannes Brahms                               |            |
| Adventzeit     | 08.55   | Wie soll ich Dich empfangen           | Paul Gerhardt (1653)                                        |            |
|                | 11.55   | Macht hoch die Tür                    | Georg Weißel (1623)                                         |            |
|                | 14.55   | Vom Himmel hoch, da komm…             | Martin Luther (1524)                                        |            |
|                | 17.55   | Vom Himmel hoch, o Englein..          | Volkslied (1625)                                            |            |
|                | 20.55   | Süßer die Glocken..                   | F. W. Kritzinger (um 1830)                                  |            |
| Winterhalbjahr | 08.55   | Aus meines Herzens Grunde             | Georg Niege (1592)                                          |            |
|                | 11.55   | Und in dem Schneegebirge              | Volkslied                                                   |            |
|                | 14.55   | Oh wie ist es kalt geworden           | Hoffmann v. Fallersleben                                    |            |
|                | 17.55   | Wer hat die schönsten Schäfchen       | Hoffmann v. Fallersleben                                    |            |
|                | 20.55   | Hört, ihr Herrn, und lasst euch sagen | Volkslied                                                   |            |

## Glockenspieler
- 1959 Karl-Heinz Behre, Oberstudienrat
- 1960 Rudolf Lohmann, Hauptabteilungsleiter Stadt Höxter
- 2019 Florian Schachner, Kantor

Quelle: 